# Casinaria ischnogaster
Casinaria ischnogaster là một loài tò vò trong họ Ichneumonidae.